# MusicMatch Jukebox
MusicMatch Jukebox — аудіоплеєр з підтримкою змінних скінів, плагінів, інтернет-радіо, CDDB і інших настільки необхідних сьогодні штучок для будь-якої поважаючої себе програми. Крім того, в Musicmatch можна записати Audiocd, конвертувати один в іншій такі формати як WAV, MP3, WMA або записати CD треки у будь-якому форматі. Звичайно підтримується плэйлист і всі розповсюджені формати цього аркуша. Крім того, є власна база музичних добутків.
Є візуалізація — кульки, що звиваються, або стовпчики, що підстрибують в такт музиці. Також можна завантажити з мережі інші кульки. Плагіни в Musicmatch присутні. Є й платна версія програми з додатковими можливостями. Ну а безкоштовна дуже нагадує звичайний winamp.

В вересні 2004 року Yahoo! купило виробника цієї програми, а через 4 роки цей підрозділ був закритий.